# Eetion (Sohn des Ieson)
Eetion (altgriechisch Ἠετίων Ēetíōn) ist in der griechischen Mythologie der Sohn des Ieson.
Er war ein Gastfreund des Lykaon, des Sohnes des Priamos. Als Achilleus Lykaon gefangen nimmt und nach Lemnos verkauft, löst Eetion diesen aus und schickt ihn nach Arisbe, von wo er zu Priamos entkommt.

## Nachweise
1. ↑  Homer, Ilias 21,40 ff.